# Artemis Fowl: A Vingança de Opala
Artemis Fowl: A Vingança de Opala é o quarto livro do autor Irlandês Eoin Colfer da série Artemis Fowl. 
A história é centrada na brilhante duende diabrete Opala Koboi e sua segunda tentativa de rebelião e nos esforços de Artemis Fowl II e seus amigos do povo das fadas em detê-la.